# محكمة وارين
محكمة وارين هي الفترة التي شغل خلالها الإيرل وارين منصب رئيس القضاة في المحكمة العليا للولايات المتحدة. في عام 1953، حل وارين محل فريد فينسون في منصب رئيس القضاة، وبقي في منصبه حتى تقاعد في عام 1969. عُيّن وارين بيرغر رئيسًا للقضاة خلفًا لوارين. كثيرًا ما تُعتبر محكمة وارين المحكمة الأكثر تحررًا في تاريخ الولايات المتحدة.
وسعت محكمة وارين نطاق الحقوق المدنية والحريات المدنية والسلطة القضائية والسلطة الاتحادية بطرق مذهلة. من المسلّم به أن المحكمة، بقيادة الكتلة الليبرالية، أحدثت «ثورة دستورية» عظيمة في تاريخ الولايات المتحدة.
قدمت محكمة وارين مبدأ «رجل واحد، صوت واحد» إلى الولايات المتحدة من خلال سلسلة من الأحكام، واستحدثت تحذير ميراندا. علاوة على ذلك، أُشيد بالمحكمة وانتُقدت كذلك لأنها وضعت حدًا للفصل العنصري بحكم القانون في الولايات المتحدة، بالإضافة إلى وثيقة الحقوق (بما في ذلك بند الإجراءات القانونية الواجبة في التعديل الرابع عشر)، وأنهت الصلاة الطوعية المعتمدة رسميًا في المدارس العامة. من المُسلّم به أن السلطة القضائية بلغت أوجها خلال هذه الفترة ولكنّها تراجعت منذ ذلك الحين، مع وجود تأثير كبير مستمر لمحكمة وارين.

## العضوية
شرعت محكمة وارين في أعمالها عندما عين الرئيس دوايت ديفد أيزنهاور إيرل وارين، حاكم كاليفورنيا آنذاك، في منصب رئيس قضاة الولايات المتحدة ليحل محل فريد فينسون. تألفت المحكمة من وارين، وهوغو بلاك، وستانلي فورمان ريد، وفيليكس فرانكفورتر، وويليام دوغلاس، وروبرت جاكسون، وهارولد هيتز بيرتون، وتوم كلارك، وشيرمان مينتون.
توفي جاكسون في عام 1954 وتقاعد مينتون في عام 1956، وحل محلهم جون مارشال هارلان الثاني وويليام برينان. تقاعد ريد في عام 1957 وحل محله تشارلز إيفانز ويتكر، ثم تقاعد بيرتون في عام 1958، وعيّن أيزنهاور بوتر ستيوارت ليحل محله. في عام 1962، تقاعد فرانكفورتر، فعيّن الرئيس جون كينيدي عضوين جديدين: بايرون وايت وآرثر غولدبرغ. في عام 1965، شجع الرئيس ليندون جونسون العضو غولدبرغ على الاستقالة ليصبح سفيرًا لدى الأمم المتحدة، ورشح آبي فورتاس ليحل محله. تقاعد كلارك في عام 1967، وعيّن جونسون ثورغود مارشال في المحكمة. انطوت قائمة الأعضاء البارزين في المحكمة أثناء عهد وارين على رئيس القضاة وارين وبرينان ودوغلاس وبلاك وفرانكفورتر وهارلان.

## فروع أخرى
عاصرت محكمة وارين العديد من رؤساء الولايات المتحدة، بما في ذلك دوايت أيزنهاور وجون كينيدي وليندون جونسون وريتشارد نيكسون. اشتملت تلك الفترة كذلك على قيام مجلس الشيوخ الثالث والثمانين وحتى المجلس الواحد وتسعين.

## رئاسة وارين
ساهمت عوامل عديدة في اختيار وارين لرئاسة المحكمة ومنها خلفيته السياسية التي انطوت على عمله لولايتين ونصف في منصب حاكم كاليفورنيا (1943-1953) وخبرته كمرشح جمهوري لمنصب نائب الرئيس في عام 1948 (رفيق توماس ديوي في الترشح). ساهم وارين في ترسيخ القوة العلاجية للقانون. وفقًا للمؤرخ برنارد شوارتز، كانت نظرة وارين إلى القانون عملية، إذ اعتبره أداة لتحقيق العدالة والإنصاف. جادل شوارتز بأن نهج وارين كان أكثر فعالية «عندما لم تتحمل المؤسسات السياسية مسؤولية محاولة معالجة مسائل عديدة، كالفصل العنصري وإعادة التوزيع والحالات التي جرى فيها إساءة استخدام الحقوق الدستورية للمدعى عليهم.»
من الأمور الأخرى التي ساهمت في تولي وارين منصبه هي تركيزه على المبادئ الأخلاقية الشاملة، عوضًا عن التنظيمات التأويلية ضيقة الأفق. وصف البروفيسور إدوارد وايت تلك التنظيمات بأنها «أنماط منطقية تقليدية»، وأشار إلى أن وارين تجاهلها كثيرًا في قضايا بارزة، كقضية براون ضد مجلس التعليم، وقضية رينولدز ضد سيمز، وقضية ميراندا ضد أريزونا، وحُشدت مثل تلك السوابق القضائية ضده. أشار وايت إلى مبادئ وارين بأنها «كانت فلسفية وسياسية وبديهية وليست قانونية بالمعنى التقني التقليدي.»
تميزت فترة رئاسة وارين بإجماع ملحوظ واتفاق القضاة في المحكمة، ولا سيما في بعض القضايا الأكثر إثارة للجدل. من بين تلك القضايا، قضية براون ضد مجلس التعليم، وغيديون ضد واينرايت، وكوبر ضد آرون، التي كان قرار المحكمة فيها بالإجماع، فضلًا عن قضيتي مقاطعة أبينجتون التعليمية ضد شيمب وإنغل ضد فيتال، واللتان رُفعتا ضد الممارسات الدينية التي تُقام المدارس مع رأي مخالف واحد. في دعوى غير مسبوقة، وقّع القضاة التسعة على القرار في كوبر شخصيًا، وأضاف الأعضاء الثلاثة الجدد تأييدهم قرار المحكمة في قضية براون ضد مجلس المحكمة.
ذكر فالون أن «البعض كان سعيدًا بشأن نهج محكمة وارن. شعر العديد من أساتذة القانون بالحيرة، وتعاطفوا كثيرًا مع قرارات المحكمة ولكنهم شككوا في سلامة منطقها الدستوري، وكان البعض مذعورًا بشأنها.»

## الرؤية
وصف البروفيسور جون هارت إيلي في كتابه الديمقراطية وانعدام الثقة محكمة وارين بأنها «محكمة كارولين برودكتس.» وذلك في إشارة إلى الحاشية الرابعة الشهيرة في قضية الولايات المتحدة ضد شركة كارولين برودكتس، والتي اقترحت المحكمة العليا فيها ضرورة زيادة التدقيق القضائي في ثلاثة أنواع من القضايا:
- حالة الطعن في قانون ما باعتباره حرمانًا من حق منصوص عليه تحديدًا (كالطعن في القانون لأنه ينكر حرية التعبير، وهي عبارة مدرجة تحديدًا في وثيقة الحقوق).
- الحالات التي يزيد فيها القانون المطعون فيه من صعوبة تحقيق التغيير من خلال اتباع العمليات السياسية العادية.
- الحالات التي يمس فيها القانون حقوق «لأقليات المنفصلة والجزئية.»
- يمكن النظر إلى مبدأ محكمة وارين على أنه يسري بقوة في المجالات العامة نظرًا للعوامل الآتية:
- قراءته الحازمة للتعديلات الثمانية الأولى في وثيقة الحقوق (بوصفها «مدمجة» ضد الولايات بموجب التعديل الرابع عشر)
- التزامه بكسر قنوات التغيير السياسي (باعتماد مبدأ رجل واحد، صوت واحد)
- حمايته القوية لحقوق الأقليات العرقية.

تبنت محكمة وارين وجهة نظر شاملة بشأن الحقوق الفردية في العديد من القضايا، إذ رفضت عمومًا قراءة بند الإجراءات القانونية الواجبة في التعديل الرابع عشر الشامل، خارج سياق التأسيس (أنظر قضية فيرغسون ضد سكروبا، وقضية غريسوولد ضد كونيتيكت). اتسمت قرارات محكمة وارين كذلك بأنها شديدة القومية في فحواها، إذ توسعت المحكمة في قراءة سلطة مجلس الشيوخ بموجب البند التجاري، وكثيرًا ما أعربت عن عدم استعدادها للسماح للحقوق الدستورية بالتفاوت والاختلاف بين الولايات (تجلى ذلك بوضوح في قضية كوبر ضد آرون).
جادلت البروفيسور ريبيكا زيتلو بأن محكمة وارين توسعت فيما يتعلق بحقوق الانتماء، والتي وصفتها بأنها «حقوق تعزز رؤية شاملة للجهة التي تنتمي إلى المجتمع الوطني وتيسر المساواة في العضوية في ذلك المجتمع.»
لخص أرشيبالد كوكس، الذي رأى المحكمة عن كثب عندما عمل في منصب الوكيل العام في الفترة من 1961 إلى 1965، رأيه بشأن محكمة وارين قائلًا: «إن كل من مسؤولية الحكومة عن المساواة بين الرجال، وانفتاح المجتمع الأميركي على التغيير والإصلاح، وآداب إدارة العدالة الجنائية، نتاج عمل محكمة وارين.»